# Вила у Савином Селу
Вила у Савином Селу се налази у насељу Савино Село, у Јужнобачком округу, удаљеном око 13 км од Врбаса. Саграђена је крајем 19. века у стилу сецесије као породична кућа локалног велепоседника.

## Локација
Вила се налази у улици Маршала Тита на броју 46 у Савином Селу.

## Историја
Вила је изграђена крајем 19. века у стилу мађарске сецесије у месту Торжа (данас Савино Село). Саграђена је као породична кућа тамошњег велепоседника који је имао и млин у истом месту. Архитектура и декоративни елементи на објекту указују на економски статус породице у чијем је власништву зграда била.

## Вила данас
У  вили се данас налази издвојена амбуланта медицинског центра "Вељко Влаховић" из Врбаса. Зграда је пре неколико година рестаурирана и налази се у одличном стању.